# 住友文彦
住友 文彦（すみとも ふみひこ、1971年（昭和46年） - ）は、日本のキュレーター。東京芸術大学大学院国際芸術創造研究科アートプロデュース専攻准教授。神奈川県在住。

## 来歴
1971年、埼玉県生まれ。
東京大学文学部美学美術史学科を卒業後、テレビ局に就職するが、東京大学大学院に入り、同大学院総合文化研究科超域文化科学専攻表象文化論コースを修了した。
1995年6月から株式会社ワコールアートセンターでスパイラルアートを担当する（1997年12月まで）。  
2000年6月、金沢21世紀美術館建設事務局の学芸員に就任（2004年2月まで）。以後、NTTインターコミュニケーション・センター（2004年3月 - 2006年5月)、東京都現代美術館（2006年6月 - 2008年12月）で学芸員を歴任した。
2009年に開催された「ヨコハマ国際映像祭2009 CREAM – Creativity for Arts and Media –」ディレクターに就任し、手腕を振るうも、参加アーティストの藤幡正樹が開幕前日に出品辞退・作品撤去を受けて、横浜市や実行委員会、ディレクターに対する運営の方向性と問題が議論となった。（ヨコハマ国際映像祭は継続したフェスティバルとして行う計画だったが、１回しか開催されていない。）
2010年7月より前橋市文化制作部美術開設準備室学芸員となり、2013年にアーツ前橋館長に就任。
2021年、「借用作品の紛失」問題でアーツ前橋館長を退任、「記録集発行を中止」問題への関与も発覚し、活動中止する。
2016年より東京芸術大学大学院国際芸術創造研究科アートプロデュース専攻准教授を務める。 2020年10月、アーツ前橋での作品紛失を受けて、東京藝術大学において検証委員会が設置された。
2024年6月10日、アーティスト、うらあやかが「「敷居を踏む Step on the Threshold 」展における住友文彦氏のクレジット消去に関する意見書」を公開した。

## 企画
- 「Rirkrit Tiravanija: Untitled 1996 (rehearsal studio no. 6, Silent version)」（1996、スパイラル）[9][10]
- 「アウト・ザ・ウィンドウ」（2004、共同キュレーター）
- 「リアクティヴィティ―反応＝再生の可能性」展（2004、NTTインターコミュニケーションセンター）
- 「アート＆テクノロジーの過去と未来」展（2005、NTTインターコミュニケーション・センター）
- 「美麗新世界：当代日本視覚文化」展（2007-2008、ロングマーチプロジェクト＋BTAP＋InterArts Ceter、広州美術館、共同キュレーター）
- 「川俣正：通路」（2008、東京都現代美術館）
- αMプロジェクト2008「現れの空間」
- ヨコハマ国際映像祭2009 CREAM – Creativity for Arts and Media –（2009年10月31日～11月29日、主催：横浜国際映像祭実行委員会、ディレクター）
- 別府国際芸術祭「混浴温泉世界」（2012）
- あいちトリエンナーレ2013 （共同キュレーター）
- 「小泉明郎 捕われた声は静寂の夢を見る」展（2015、アーツ前橋）
- 「境界 小泉明郎＋高山明」展（2015、メゾンエルメス）
- 「聴く：共鳴する世界」（2020-2021、アーツ前橋）